# Càncer vulvar
El càncer vulvar és un càncer de la vulva, la porció externa dels genitals femenins. Afecta amb més freqüència els llavis majors. Amb menys freqüència, els llavis menors, el clítoris o les glàndules vaginals. Els símptomes inclouen un bony, picor, canvis a la pell o sagnat per la vulva.
Els factors de risc inclouen neoplàsia intraepitelial vulvar (VIN), infecció pel VPH, berrugues genitals, tabaquisme i moltes parelles sexuals. La majoria dels càncers vulvars són càncers de cèl·lules escatoses. Altres tipus inclouen l'adenocarcinoma, el melanoma, el sarcoma i el carcinoma de cèl·lules basals. La sospita diagnòstica es basa en l'examen físic i es confirma mitjançant una biòpsia. No es recomana fer proves de rutina.
La prevenció pot incloure la vacuna contra el papil·lomavirus humà. Els tractaments estàndard poden incloure cirurgia, radioteràpia, quimioteràpia i teràpia biològica. El càncer de vulva va afectar recentment unes 44.200 persones i va provocar 15.200 morts a tot el món el 2018. Als Estats Units, es va produir recentment en unes 6.070 persones amb 1.280 defuncions a l'any. L'aparició sol passar després dels 45 anys. La taxa de supervivència a cinc anys del càncer de vulva és al voltant del 71% a partir del 2015. Els resultats, però, es veuen afectats per si s'ha produït una propagació als ganglis limfàtics. Junt amb el de vagina, a Catalunya, té una taxa de supervivència a cinc anys al voltant del 57%.